# 自由民主党教育再生実行本部
教育再生実行本部（きょういくさいせいじっこうほんぶ）は、かつて自由民主党内に存在した組織。2020年に廃止された。

## 概要
2012年9月26日に行われた自由民主党総裁選挙で安倍晋三は党総裁に就任。同年10月、自民党は、経済再生と教育再生を日本の再生と位置づけ、党の組織運動本部に、直属機関として「教育再生実行本部」を設置した。具体的な政策は、
1. 英語教育、理数教育、ICT教育を中心とした「成長戦略に資するグローバル人材育成部会提言」
2. 「平成の学制大改革」、「大学・入試の抜本改革」、「新人材確保法の制定」などを 盛り込んだ「第二次提言」
3. 教科書検定の在り方特別部会の 「議論の中間まとめ」
4. 教育再生推進法の制定に向けてその骨格を示した「第三次提言」
5. 教育投資・財源特別部会の「中間取りまとめ」
6. チーム学校の推進、高等教育の成長戦略などを盛り込んだ「第四次提言」
7. 必要な教育投資とそのための財源の在り方に関する「第五次提言」

である。

## 歴代の本部長
- 下村博文 - 2012年10月
- 遠藤利明
- 渡海紀三朗 - 2015年11月[3]
- 桜田義孝 - 2016年8月[4]
- 馳浩 - 2017年8月[5]